# Горнолыжный клуб Леонида Тягачёва
Горнолыжный клуб Леонида Тягачёва — горнолыжный курорт и спортивно-развлекательный комплекс, расположенный в Дмитровском городском округе Московской области.
Трассы клуба расположены на двух возвышенностях Клинско-Дмитровской гряды.
Клуб назван в честь Леонида Тягачёва.
Клуб Леонида Тягачёва расположен неподалеку от деревни Шуколово и является одним из первейших горнолыжных курортов в Подмосковье. В советский период здесь располагалась детско-юношеская школа олимпийского резерва.

## История
История клуба можно рассматривать с середины XX-го столетия.
В 60-е годы склоны начали активно осваиваться местными горнолыжниками, и вскоре здесь была построена СДЮШОР общества «Труд».
История горнолыжного курорта начинается в 70-е годы XX века, когда здесь поставили первые подъёмники. Это были кустарные изделия, чаще всего сделанные в единственном экземпляре. И почти каждый из них представлял собой весьма оригинальное техническое решение.
Одним из главных идеологов строительства стал знаменитый спортсмен и тренер сборной команды СССР Юрий Сергеевич Преображенский. Среди первых учеников Ю. С. Преображенского были Виктор Беляков (участник Олимпиады 1968 года) и Леонид Тягачёв (победитель Спартакиады народов СССР, член сборной команды СССР).
На территории клуба под руководством тренера Валентина Михайловича Широкова, в ранний период спортивной карьеры тренировался лыжник СССР Александр Жиров.
Тренеры СДЮШОР подготовили немало знаменитых спортсменов, неоднократных призеров различных российских и международных соревнований.
«Горнолыжный клуб Леонида Тягачёва» открылся в феврале 2001 года.
В тренерском составе клуба работает участница олимпийский игр Мира Голубь.

## Инфраструктура

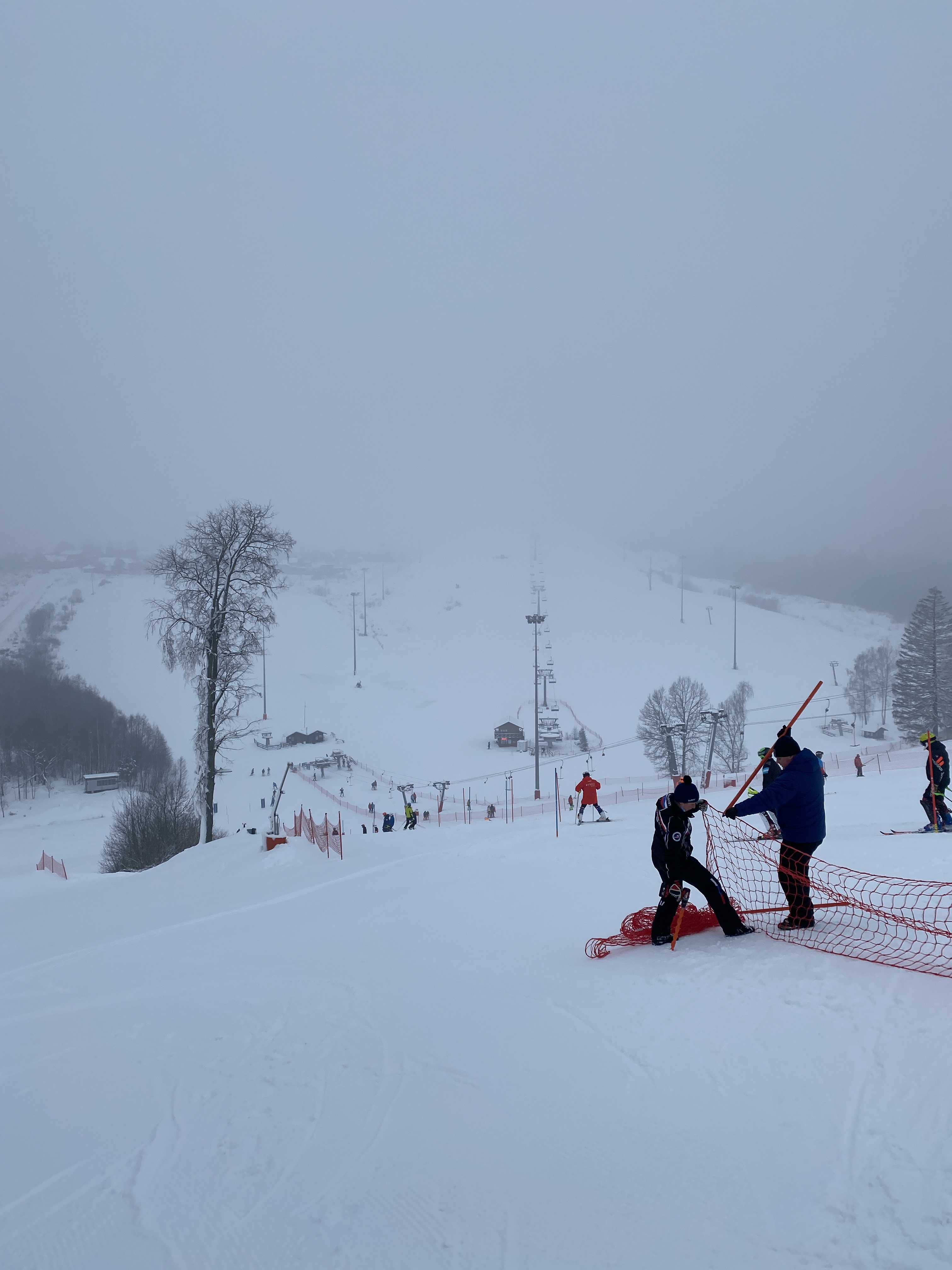

На территории спортивного парка 14 разноплановых склонов, рассчитанных на различный уровень подготовки.
На клуб оснащен самой современной системой оснежения, гарантирующей отличное качество снежного покрова, австрийские ратраки готовят склоны, которые отвечают всем стандартам FIS.
Склоны оборудованы кресельными подъёмниками, буксировочными, детским беби-лифтом и подъёмником для тюбинга.
Длина самой протяжённой трассы более километра (1050 м).
Горнолыжный курорт обладает инфраструктурой, в которую входит:
- пункт проката
- мастерская по ремонту и тюнингу горнолыжного оборудования,
- кафе и рестораны,
- камеры хранения,
- служба спасения и медпункт,
- открытый каток
- мангальные зоны
- детская комната.

Также на территории комплекса находятся каток, гостиницы, коттеджный посёлок, ряд развлекательных заведений.

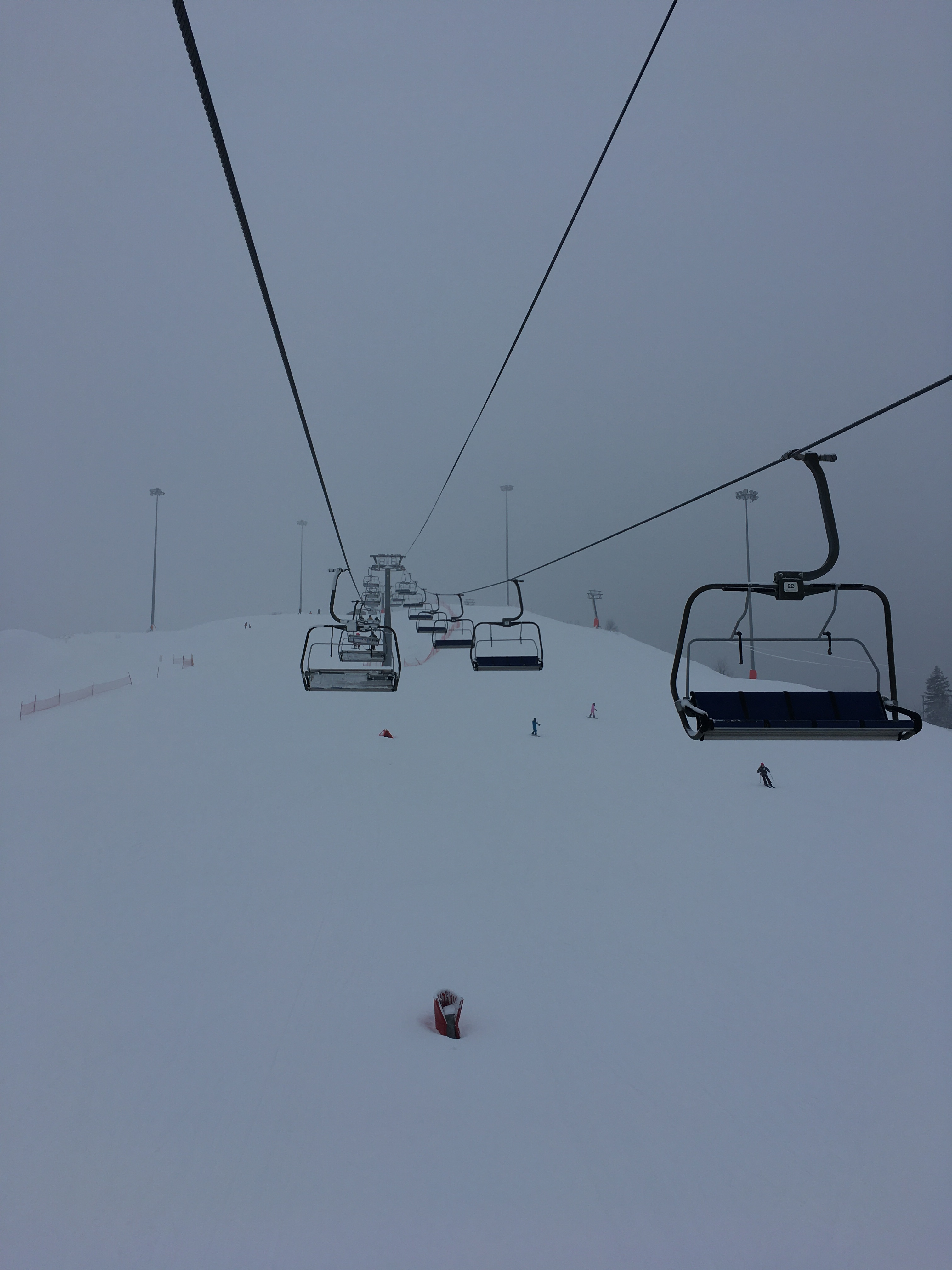

В 25 декабря 2020 года РЖД запустила ретропоезд «Яхрому» — воссозданный электропоезд серии ЭР2К из восьми вагонов с 396 посадочными местами, на котором предлагается добираться до курорта.

## Трассы
1. Трасса 1 (сноуборд): протяженность 290, перепад высоты 46.
2. Трасса 2: протяженность 280, перепад высоты 46.
3. Трасса 3: протяженность 340, перепад высоты 52.
4. Трасса 4: протяженность 350, перепад высоты 52.
5. Трасса 5: протяженность 415, перепад высоты 56.
6. Трасса 6: протяженность 364, перепад высоты 42.
7. Трасса 7: протяженность 600, перепад высоты 96.
8. Трасса 8: протяженность 600, перепад высоты 96.
9. Трасса 9: протяженность 600, перепад высоты 96.

## Соревнования
На территории комплекса проходят мероприятия спортивного проекта «Гонка героев»
Ежегодно проходят соревнования по горнолыжному спорту по Московской области
в марте 2006 г. прошел один из этапов Кубка мира по сноуборду (впервые в истории отечественного сноубординга).

## Галерея

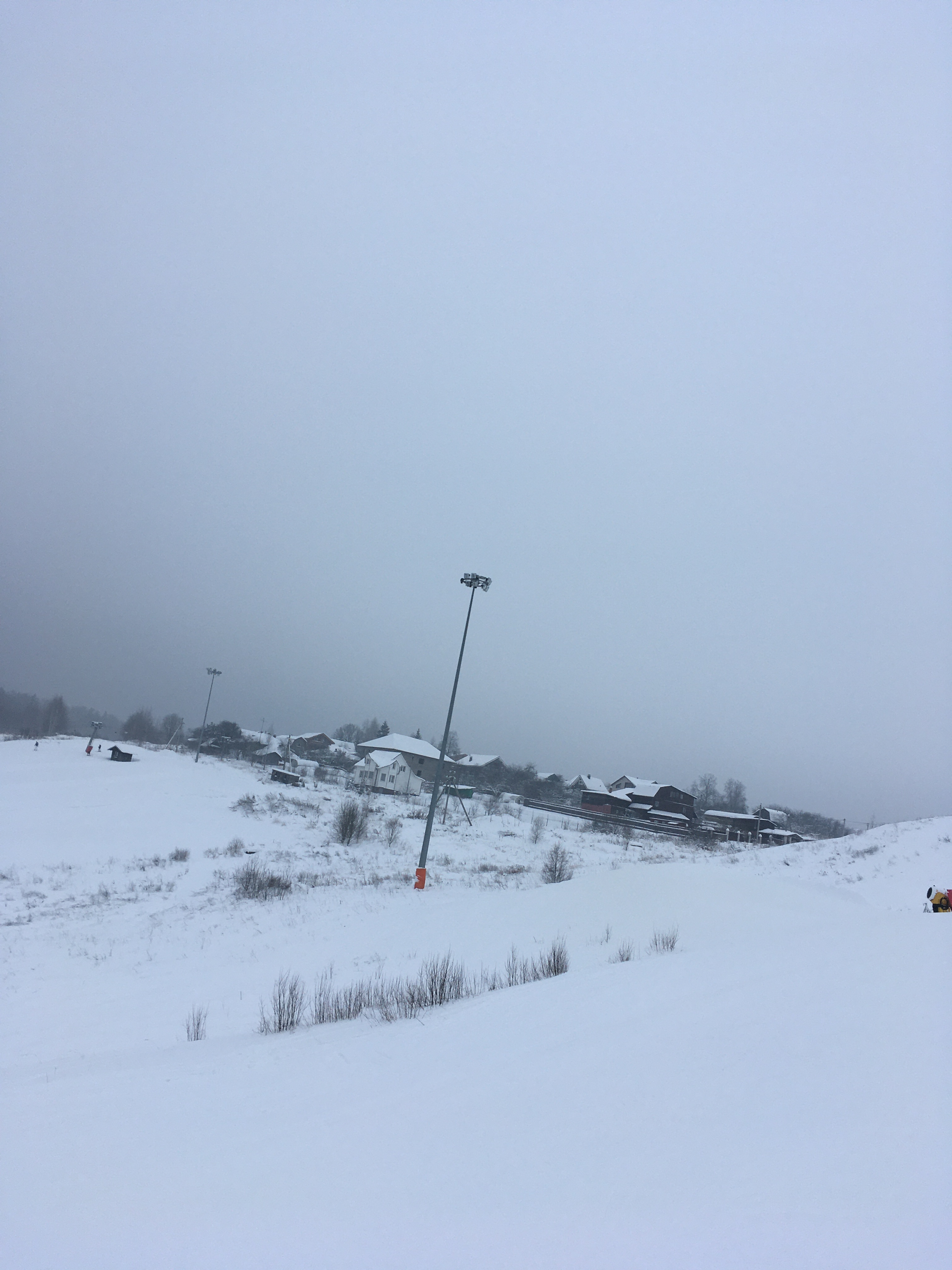
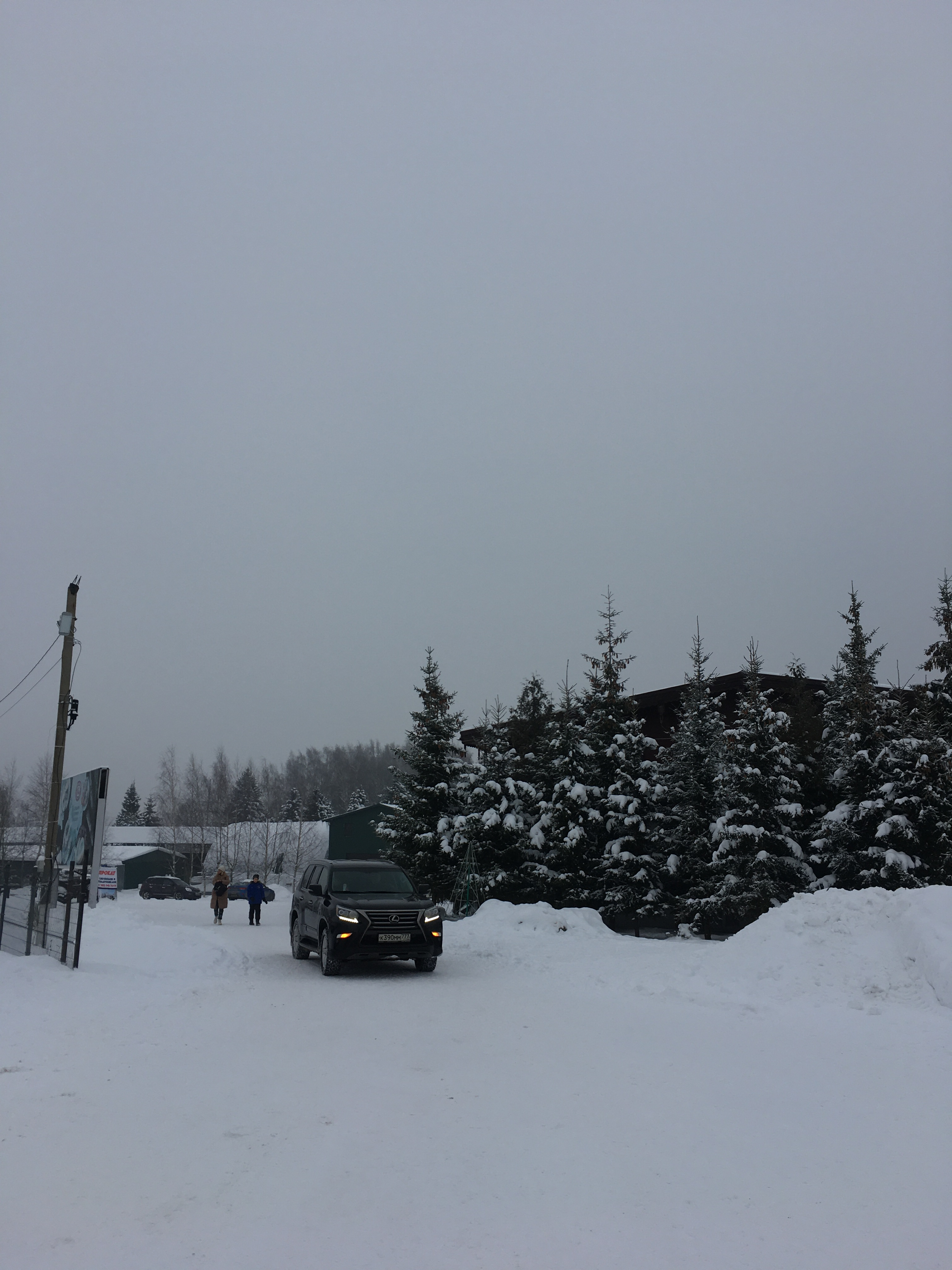
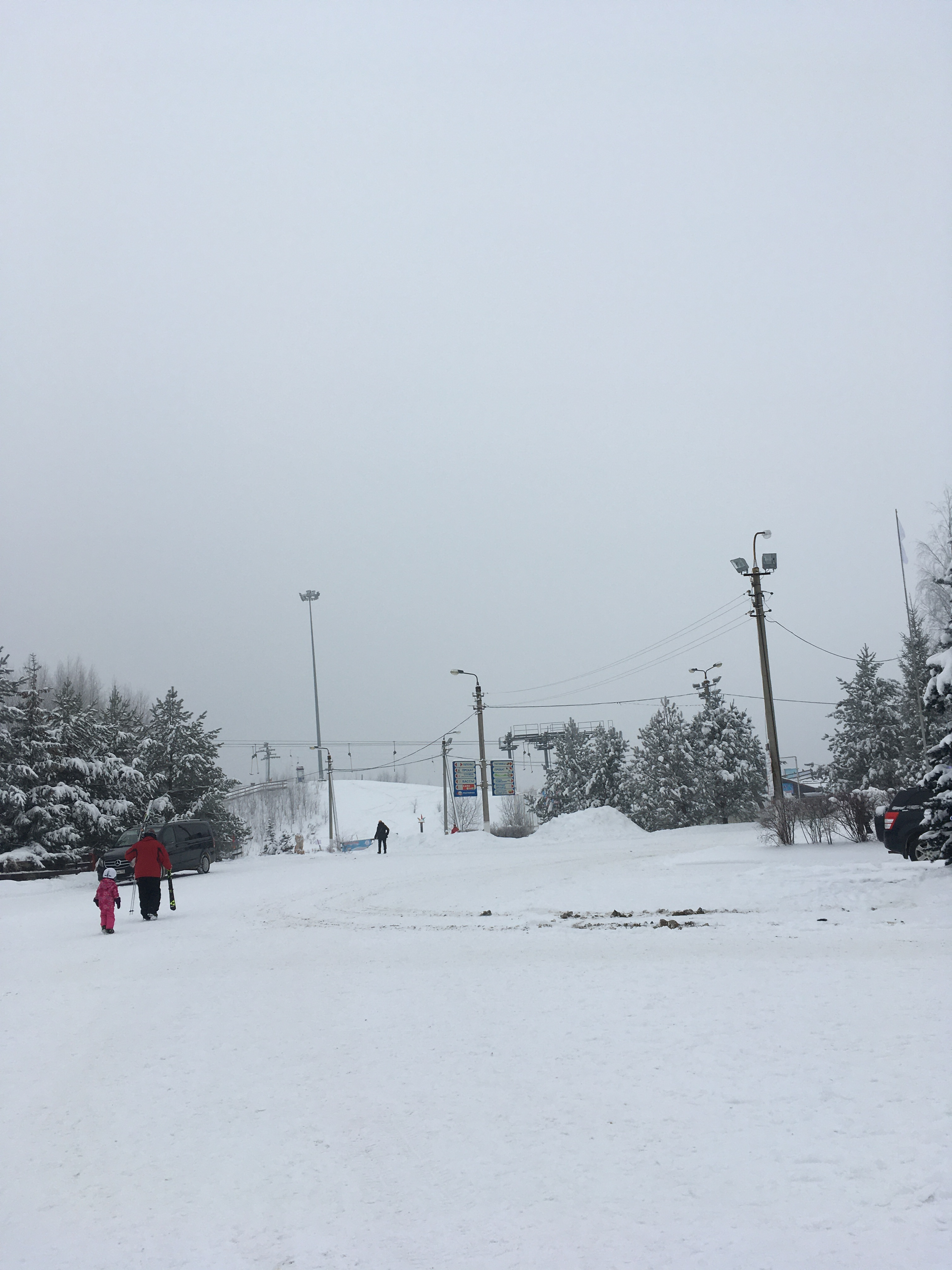
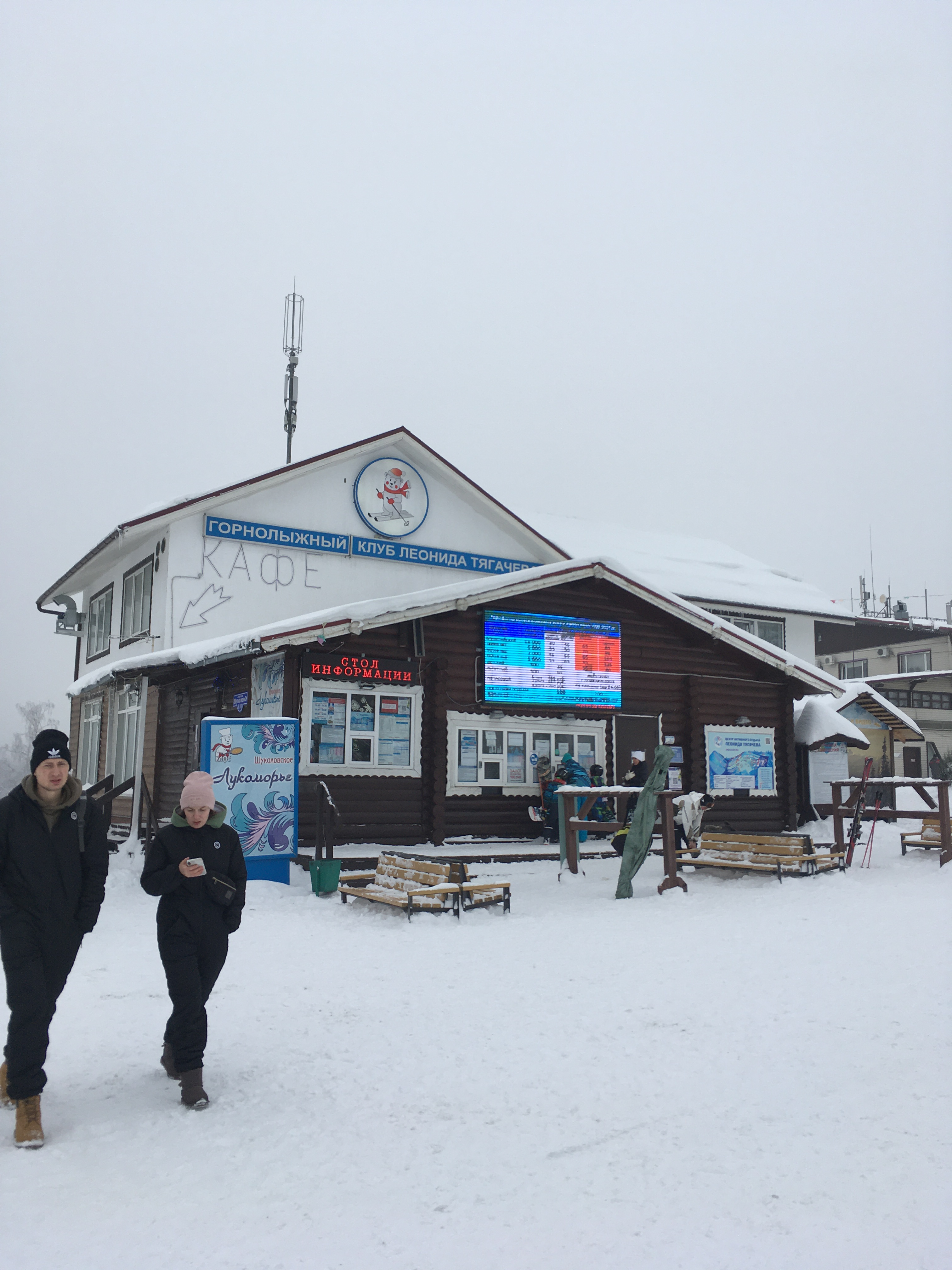